# Flames of Love
Flames Of Love (с англ. — «Пламя любви») — десятый сингл немецкого поп-певца Fancy, выпущенный в 1988 году. Первый сингл из одноимённого третьего студийного альбома певца под лейблом Metronome Records.   
Композиция является самой популярной песней в дискографии артиста и самым успешным синглом. Он попал в чарты четырёх стран: Гонконг, Австрия, Германия и Испания.
Клип на песню, снятый в 1988 году, набрал на платформе YouTube более 30 миллионов просмотров.
В 2008 году в альбоме «Forever Magic» была выпущена русскоязычная версия песни под названием «Любви пожар», благодаря чему композиция стала популярна в России. В этой же стране Fancy получил прозвище «Пожарский».

## История создания
В 1988 году после выпуска двух альбомов и 9 синглов, самыми успешными из которых являлись «Slice Me Nice» (1984), «Check It Out» (1985), «Bolero» (1985) и «Lady Of Ice» (1986), Fancy приступил к работе над новым альбомом. Первым синглом являлась композиция Flames Of Love, после выпуска которой артист стал популярным в Гонконге, а так же закрепил свою известность в Испании.
Третий студийный альбом решили назвать так же, как и самый успешный сингл - Flames Of Love.
После в 1991 году Fancy сделал ремикс на песню, вставив в композицию рэп в собственном исполнении. Эта версия песни вошла в шестой альбом певца «Six: Deep In My Heart».

## Позиции в чартах
| Страна   | Позиция |
| -------- | ------- |
| Германия | № 14    |
| Испания  | № 1     |
| Австрия  | № 13    |
| Гонконг  | № 1     |